# Institut Valencià de la Música
L'Institut Valencià de la Música va ser un ens cultural de caràcter públic de la Generalitat Valenciana. Va estar en funcionament de l'any 2000 al 2012 quan es va dissoldre dins l'organisme CulturArts juntament amb altres centres culturals públics.
La seua creació està emparada per la Llei 2/1998, de 12 de maig, Valenciana de la Música segons la qual aquest organisme «té com a objectiu la planificació, execució i coordinació de la política cultural de la Generalitat». Entre les seues competències allí descrites destaquen:
- La protecció, catalogació i difusió del patrimoni musical valencià.
- El suport mitjançant ajudes i subvencions al desenvolupament de la infraestructura musical.
- La promoció de la música valenciana i els seus intèrprets professionals.
- El foment de la investigació musicològica i la seua difusió a través de produccions editorials i discogràfiques.
- L'estudi i el foment de les músiques tradicionals.
- La gestió d'unitats artístiques.
- L'estímul de la composició i creació de nova música.

Al desembre de 2012 l'Institut Valencià de la Música es va dissoldre per a integrar-se en el nou ens CulturArts Generalitat, que va assumir les seues funcions així com les d'antics organismes que s'ocupaven de Teatre, Dansa, Cinematografia i Restauració d'obres d'art entre altres àrees de la gestió cultural. Després d'una etapa com a subdirecció de Música de CulturArts, hui dia constitueix la direcció adjunta de Música i Cultura Popular del Institut Valencià de Cultura.

## Patrimoni
En l'àmbit de la protecció i difusió del patrimoni musical valencià l'IVM tenia diverses línies d'actuació. D'una banda estaven les seues publicacions i activitats pròpies: mitjançant discos, monografies o partitures, i mitjançant cursos i congressos com els dedicats a Sant Joan de Ribera, Ruperto Chapí o Vicent Martín i Soler, foment de la investigació, la interpretació i el coneixement del patrimoni musical valencià.
D'altra banda l'IVM treballava activament en la recuperació de llegats de compositors, com Carlos Palacio, Vicent Asencio, Matilde Salvador i Ofelia Raga, dipositats en la seua seu, i en col·laboració amb la Biblioteca Valenciana, Agustín Alamán, Miquel Asins Arbó o Luis Sánchez Fernández. L'institut disposava d'una biblioteca especialitzada on estudiants i investigadors podien accedir a aquests fons. Allí es custodiaven també diverses desenes de milers de discos de vinil cedits en dipòsit per l'emissora autonòmica Ràdio 9 i la delegació a València de Radio Nacional de España, que també va lliurar una col·lecció de cintes de bobina oberta amb enregistraments en viu de concerts i altres esdeveniments.
Entre els fons propis de l'Institut destaca la seua col·lecció de més de mil cintes de cassette i magnetòfon procedents de la campanya escolar "Tallers de Música Popular" dirigida per Vicent Torrent des de 1985, que en 2011 estaven pràcticament digitalitzades en la seua totalitat i a disposició dels estudiosos. Com a resultat d'aquestes recopilacions de música popular interpretada pels seus propis usuaris, es va editar la col·lecció discogràfica "Fonoteca de Materials" que fins ara (febrer de 2012) compta amb 30 volums.
Cal assenyalar també la col·laboració de l'IVM en l'inventari i catalogació de col·leccions musicals d'altres institucions, com el fons López-Chavarri de la Biblioteca Valenciana, i les col·leccions del Reial Col·legi del Corpus Christi, l'Ateneu Mercantil de València o la Societat Coral El Micalet.

## Festivals
L'Institut Valencià de la Música organitzava dos festivals: Ensems, de música contemporània, en primavera, i el Festival Internacional de Música Antiga i Barroca de Peníscola, a començament d'agost. Ambdós formaven part de la xarxa de Festclásica Entre 2001 i 2009 va ser responsable del festival Xabiajazz, celebrat en agost en la localitat de Xàbia. Fruit d'aquest festival l'IVM publicà una col·lecció discogràfica que va obtindre diverses vegades reconeixements com el de Millor Disc de l'Any triat per la revista especialitzada Cuadernos de Jazz.

## Unitats artístiques i formacions concertades
L'IVM tenia associades dues unitats artístiques: una professional, el Cor de la Generalitat Valenciana i l'altra, de caràcter formatiu, la Jove Orquestra de la Generalitat Valenciana.
Les formacions concertades eren el Grup Instrumental de València, Capella de Ministrers i la Coral Catedralícia de València.

## Difusió i ajudes
Una part de l'activitat de l'IVM consistia a col·laborar amb diferents iniciatives públiques i privades encaminades a la difusió de la cultura musical en general i valenciana en particular. Per això es publicaven anualment diverses convocatòries d'ajudes, una d'elles centrada específicament en el foment de la indústria discogràfica, l'altra per a l'organització de cicles, festivals, cursos i altres activitats. L'institut també convocava anualment beques per a perfeccionament dels estudis musicals. Els beneficiaris d'aquestes beques col·laboraven després en un Cicle de Joves Intèrprets que es realitzava en diferents localitats del País Valencià i a la Casa de València a Madrid.